# Jampur
Jampur es una localidad de Pakistán, en la provincia de Punyab.

## Demografía
Según estimación 2010 contaba con 73.662 habitantes.